# L'Ordine

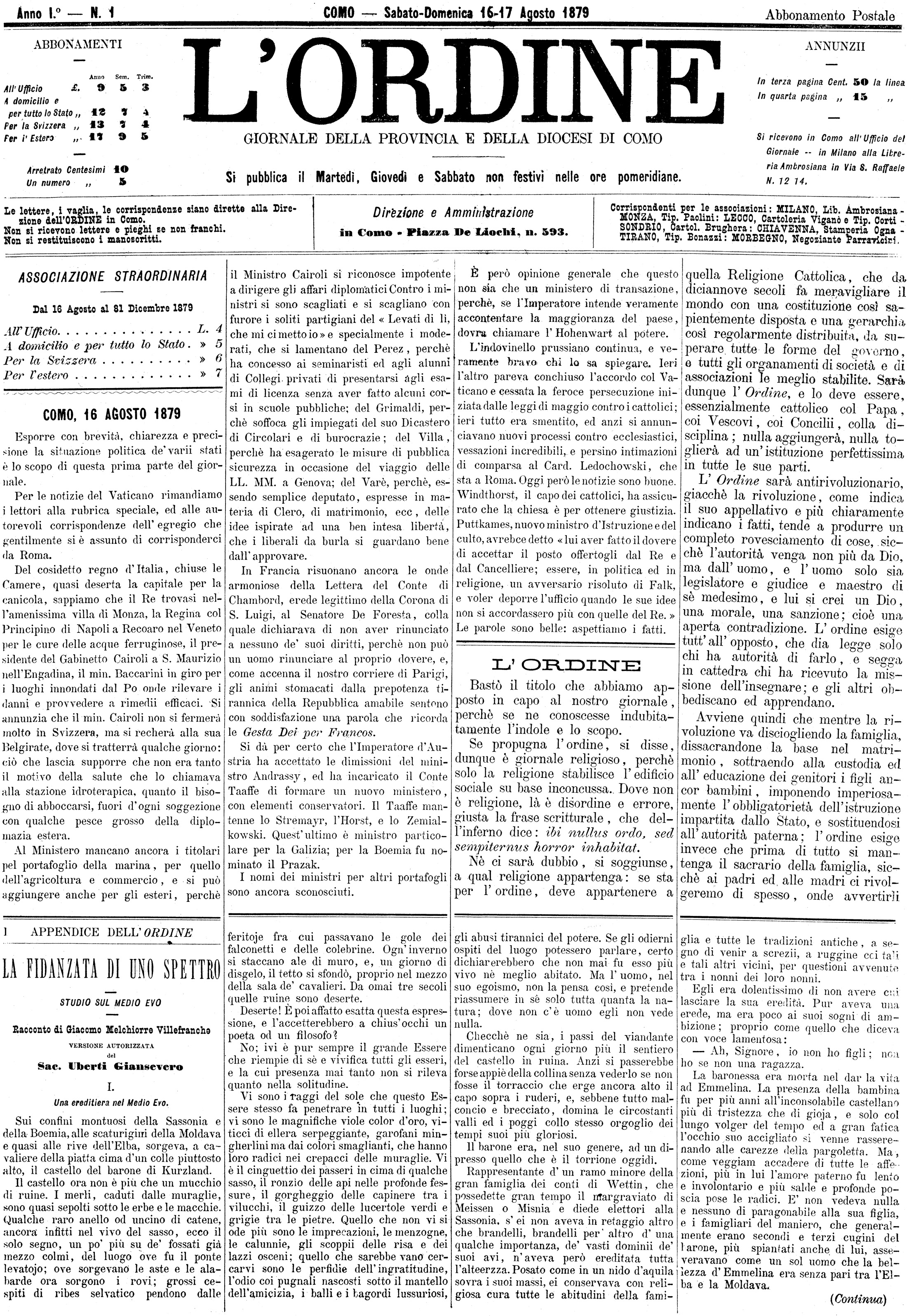
La prima pagina del primo numero de L'Ordine pubblicato il 16 agosto 1879

L'Ordine è una testata giornalistica italiana di Como, a diffusione locale, fondata nel 1879 da Pietro Carsana, allora vescovo di Como.
Storicamente pubblicato come quotidiano, dal 2013 è rinato come supplemento settimanale del quotidiano La Provincia.

## Storia
L'Ordine è stato dal 1879 al 1984 il quotidiano della diocesi di Como.
Nel 2008 L'Ordine torna nuovamente a essere pubblicato sotto la guida di Alessandro Sallusti. Sallusti aveva già lavorato all'Ordine dagli anni '70 fino al 1984, con diversi incarichi fino a diventare co-direttore. In discontinuità con le origini, la testata è stata rilanciata come quotidiano di opinione di ispirazione laica.
Il nuovo giornale si stabilisce come sede in via Rovelli 4 a Como, e conta una redazione formata da quattro giornalisti radicati sul territorio.
Nel 2012, a seguito di tre bilanci in perdita, la società Alessandro Sallusti Editore è messa in liquidazione e viene terminata la distribuzione del quotidiano.
Dal mese di luglio del 2013 fino ad oggi L'Ordine è diventato il supplemento culturale del quotidiano La Provincia, in edicola la domenica con le edizioni di Como e Sondrio e, a partire dal 28 gennaio 2024, anche con quella di Lecco.

## Direttori
Tra le figure storiche di direttori de L'Ordine, che ne hanno caratterizzato le diverse fasi, si ricordano:
- Pietro Carsana, vescovo di Como dal 1872 al 1887, diresse L'Ordine dal primo numero, uscito il 16 agosto 1879, fino al 1887. Durante la sua direzione il giornale passò da trisettimanale a quotidiano nel 1885[5]
- Giuseppe Brusadelli, direttore responsabile della testata dal 1943 al 1977. A lui è dedicato il libro Don Giuseppe Brusadelli, direttore e polemista de “L’Ordine”. [6]
- Alessandro Sallusti, che a L'Ordine esordì come giornalista alla fine degli anni settanta, ne è stato direttore responsabile tra il 2008 e il 2009 e direttore editoriale fino al 2012 .[7]
- Diego Minonzio, direttore responsabile del quotidiano La Provincia dal 2011, è anche direttore de L'Ordine da quando, nel 2013, la testata è diventata il supplemento culturale de La Provincia medesima.

## Collaboratori
Pur essendo una testata giornalistica locale, L'Ordine si è sempre caratterizzato per pubblicare anche fatti, opinioni e racconti a carattere nazionale e internazionale.
Tra i collaboratori storici della testata, quando era quotidiano della Diocesi di Como, si ricordano:
- lo scrittore Giovanni Papini
- lo scrittore Eugenio Corti
- il critico cinematografico Morando Morandini che lavorò a L'Ordine dal dicembre del 1945 al settembre del 1949 e inventò il sistema delle stellette per giudicare i film[8]
- lo scrittore Andrea Vitali
- il sacerdote, scrittore e partigiano Primo Mazzolari
- lo scrittore Luigi Santucci

Da quando, nel 2013, L'Ordine è diventato il supplemento culturale de La Provincia sono oltre duecento le firme che vi collaborano, tra cui:
- Gianfranco Ravasi, cardinale, biblista e scrittore
- Gianni Biondillo, scrittore e architetto
- Giordano Bruno Guerri, scrittore e storico
- Massimo Bubola, musicista e scrittore
- Maurizio Cucchi, poeta, scrittore e critico letterario
- Mario Santagostini, poeta e critico letterario

## Libri
Nel 2014 una selezione di articoli de L'Ordine è stata raccolta nel libro L'abbecedario del futuro. Le parole chiave della modernità secondo gli editorialisti de "L'Ordine", edito da La Provincia, a cura di Pietro Berra, giornalista e scrittore che dal 2013 è responsabile de L'Ordine .

## Archivi bibliotecari
Il giornale è conservato in forma rilegata presso la Biblioteca comunale di Como e presso la Biblioteca dell'archivio della Fondazione centro studi "Nicolò Rusca" di Como.